# Amné
Amné-en-Champagne redirige ici.
Amné (nommée également Amné-en-Champagne non officiellement) est une commune française, située dans le département de la Sarthe en région Pays de la Loire, peuplée de 569 habitants.
La commune fait partie de la province historique du Maine, et se situe dans la Champagne mancelle.

## Géographie
Amné-en-Champagne est un village sarthois du canton de Loué situé à 20 km à l'ouest du Mans.

### Communes limitrophes
| Ruillé-en-Champagne | Bernay-en-Champagne, Neuvy-en-Champagne |                 |
| Épineu-le-Chevreuil | Amné                                    | Coulans-sur-Gée |
| Longnes             | Auvers-sous-Montfaucon                  | Brains-sur-Gée  |

### Climat
Pour des articles plus généraux, voir Climat des Pays de la Loire et Climat de la Sarthe.
En 2010, le climat de la commune est de type climat océanique altéré, selon une étude du CNRS s'appuyant sur une série de données couvrant la période 1971-2000. En 2020, Météo-France publie une typologie des climats de la France métropolitaine dans laquelle la commune est exposée à un climat océanique et est dans la région climatique Moyenne vallée de la Loire, caractérisée par une bonne insolation (1 850 h/an) et un été peu pluvieux.
Pour la période 1971-2000, la température annuelle moyenne est de 11,1 °C, avec une amplitude thermique annuelle de 14,2 °C. Le cumul annuel moyen de précipitations est de 716 mm, avec 12,1 jours de précipitations en janvier et 6,8 jours en juillet. Pour la période 1991-2020, la température moyenne annuelle observée sur la station météorologique de Météo-France la plus proche, sur la commune de Rouessé-Vassé à 17 km à vol d'oiseau, est de 11,7 °C et le cumul annuel moyen de précipitations est de 806,9 mm,. Pour l'avenir, les paramètres climatiques de la commune estimés pour 2050 selon différents scénarios d'émission de gaz à effet de serre sont consultables sur un site dédié publié par Météo-France en novembre 2022.

## Urbanisme

### Typologie
Au 1er janvier 2024, Amné est catégorisée commune rurale à habitat dispersé, selon la nouvelle grille communale de densité à sept niveaux définie par l'Insee en 2022.
Elle est située hors unité urbaine. Par ailleurs la commune fait partie de l'aire d'attraction du Mans, dont elle est une commune de la couronne,. Cette aire, qui regroupe 144 communes, est catégorisée dans les aires de 200 000 à moins de 700 000 habitants,.

### Occupation des sols
L'occupation des sols de la commune, telle qu'elle ressort de la base de données européenne d’occupation biophysique des sols Corine Land Cover (CLC), est marquée par l'importance des territoires agricoles (94,5 % en 2018), une proportion sensiblement équivalente à celle de 1990 (95 %). La répartition détaillée en 2018 est la suivante : 
terres arables (69 %), prairies (25,5 %), forêts (3,4 %), zones urbanisées (2 %). L'évolution de l’occupation des sols de la commune et de ses infrastructures peut être observée sur les différentes représentations cartographiques du territoire : la carte de Cassini (XVIIIe siècle), la carte d'état-major (1820-1866) et les cartes ou photos aériennes de l'IGN pour la période actuelle (1950 à aujourd'hui).

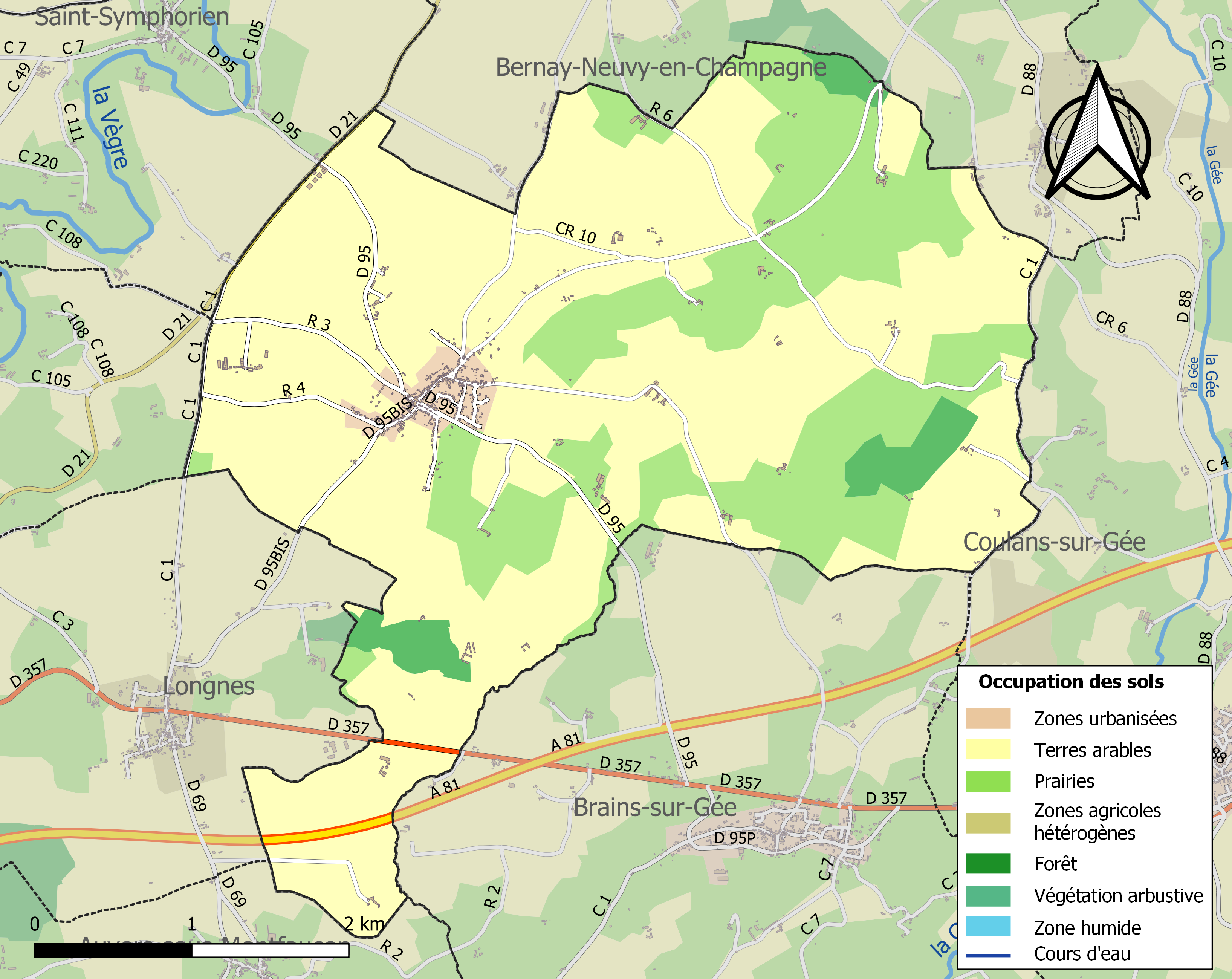
Carte des infrastructures et de l'occupation des sols de la commune en 2018 (CLC).

## Politique et administration
| Période                                  | Période   | Identité        | Étiquette | Qualité     |
| ---------------------------------------- | --------- | --------------- | --------- | ----------- |
| 1981                                     | 1995      | Georges Dubois  |           | agriculteur |
| mars 1996                                | mars 2008 | Annick Gambu    |           |             |
| mars 2008                                | mars 2014 | Jean-Luc Dubois | SE        | Enseignant  |
| mars 2014                                | En cours  | Gérard Joly     | SE        | Agriculteur |
| Les données manquantes sont à compléter. |           |                 |           |             |

Le conseil municipal est composé de quinze membres dont le maire et trois adjoints.

## Démographie
L'évolution du nombre d'habitants est connue à travers les recensements de la population effectués dans la commune depuis 1793. Pour les communes de moins de 10 000 habitants, une enquête de recensement portant sur toute la population est réalisée tous les cinq ans, les populations de référence des années intermédiaires étant quant à elles estimées par interpolation ou extrapolation. Pour la commune, le premier recensement exhaustif entrant dans le cadre du nouveau dispositif a été réalisé en 2006.
En 2022, la commune comptait 569 habitants, en évolution de +1,07 % par rapport à 2016 (Sarthe : −0,25 %, France hors Mayotte : +2,11 %).
| 1793 | 1800 | 1806 | 1821 | 1831 | 1836 | 1841 | 1846 | 1851 |
| ---- | ---- | ---- | ---- | ---- | ---- | ---- | ---- | ---- |
| 818  | 744  | 813  | 832  | 815  | 835  | 805  | 818  | 801  |

| 1856 | 1861 | 1866 | 1872 | 1876 | 1881 | 1886 | 1891 | 1896 |
| ---- | ---- | ---- | ---- | ---- | ---- | ---- | ---- | ---- |
| 769  | 737  | 711  | 652  | 642  | 613  | 624  | 610  | 620  |

| 1901 | 1906 | 1911 | 1921 | 1926 | 1931 | 1936 | 1946 | 1954 |
| ---- | ---- | ---- | ---- | ---- | ---- | ---- | ---- | ---- |
| 602  | 579  | 603  | 533  | 507  | 514  | 509  | 507  | 460  |

| 1962 | 1968 | 1975 | 1982 | 1990 | 1999 | 2006 | 2011 | 2016 |
| ---- | ---- | ---- | ---- | ---- | ---- | ---- | ---- | ---- |
| 462  | 437  | 384  | 354  | 321  | 334  | 435  | 519  | 563  |

| 2021 | 2022 | - | - | - | - | - | - | - |
| ---- | ---- | - | - | - | - | - | - | - |
| 574  | 569  | - | - | - | - | - | - | - |

## Lieux et monuments

### Environnement
- La commune possède un étang où la pêche est tolérée sous autorisation. L'étang est entouré de peupliers et de vastes champs, ce biotope est propice à l'observation ponctuelle de hérons cendrés.

### Architecture religieuse
- Église Saint-Martin datant du XIIe au XVIe siècle : les peintures murales comportent une Cène datant du XIIe et un saint Michel datant du XVIe siècle.
- Vestiges du prieuré de Montlivois, aujourd'hui manoir du même nom. Cet ancien prieuré Saint-Marc et Sainte-Marie-Madeleine date du XIIe siècle, il fut reconstruit aux XVe et XVIe siècles avec une tourelle, abritant un escalier en vis, accolée au logis, puis enfin remanié au XVIIIe siècle. La chapelle, située dans un bâtiment annexe, date du XIIe siècle.

### Architecture civile
- Château des Bordeaux (nom tiré de borde, « chaumière »). Commencé en 1751, construction rectangulaire, terminée à chaque extrémité par une avancée (deux petits pavillons), contenant chacune un escalier, avec au centre de la façade une légère avancée coiffée d’un fronton rectangulaire avec les armes de la famille du marquis Du Bois de Courceriers. Toit à la Mansart. Boiseries et vingt-neuf trumeaux classés agrémentant la cheminée (scènes galantes, jeux, oiseaux, lavandières, mythologie grivoise). Chapelle de 1699 dans les communs qui bordent la cour, fermée par des grilles en fer forgé. Toutes les ouvertures sont ornées d’une agrafe d’un dessin différent d’inspiration rocaille. L'édifice est inscrit aux monuments historiques depuis le 28 décembre 1984 pour les façades et toitures du château, des communs, des bâtiments de ferme, de la porterie, l'escalier principal du château avec sa rampe en fer forgé, les douves.
- Manoir de la Danière. Maison seigneuriale du XVe siècle modifiée au début du XVIe siècle avec un jardin en terrasse. Il est inscrit depuis le 5 septembre 2003 pour les éléments de décor extérieur de la travée XVIe siècle et l'intégralité de la pièce où se trouve la cheminée[20]
- Château de Milon. De l'ancien château, il ne reste que quelques corps de dépendances du XVIIe siècle. La seigneurie relevait du château de Milon.
- Cadran solaire vertical datant de 1821 placé sur la maison La Cure. Il est inscrit sur ce cadran insim qui signifie « Que je puisse exister ». Le cadran fut restauré en 2003.

## Pour approfondir